# Valle del Guadiato

La Valle del Guadiato est une comarque située dans la province andalouse de Cordoue.
Elle comprend onze communes : Belmez, Espiel, Fuente Obejuna, La Granjuela, Los Blázquez, Obejo, Peñarroya-Pueblonuevo, Valsequillo, Villaharta, Villanueva del Rey, Villaviciosa de Córdoba.
Elle est limitrophe des comarques de Valle de los Pedroches, Comarque de la Plaine du Guadalquivir, Comarque du Haut Guadalquivir, Province de Séville.

## Source
- (es) Cet article est partiellement ou en totalité issu de l’article de Wikipédia en espagnol intitulé « Valle del Guadiato » (voir la liste des auteurs).